# أندريه دي غراسي
أندريه دي غراسي (بالإنجليزية: Andre De Grasse) (و. 1994  م) هو عداء سريع، ومنافس ألعاب قوى كندي، شارك في ألعاب قوى في دورة ألعاب الكومنولث 2014 ‏، وسباق 100 متر رجال في الألعاب الأولمبية الصيفية 2016، ودورة الألعاب الأمريكية 2015، وألعاب القوى في الألعاب الأولمبية الصيفية 2016 – رجال 200 متر ‏.

## التعليم
تعلم في جامعة كاليفورنيا الجنوبية.

## روابط خارجية
- أندريه دي غراسي على موقع الاتحاد الدولي لألعاب القوى (الإنجليزية)
- أندريه دي غراسي على موقع الاتحاد الكندي لألعاب القوى (الإنجليزية)
- أندريه دي غراسي على موقع الدوري الماسي (الإنجليزية)
- أندريه دي غراسي على موقع TFRRS.org (الإنجليزية)
- أندريه دي غراسي على موقع TFRRS.org (الإنجليزية)
- أندريه دي غراسي على موقع اللجنة الأولمبية الدولية (الإنجليزية)
- أندريه دي غراسي على موقع أوليمبيديا (الإنجليزية)
- أندريه دي غراسي على موقع اللجنة الأولمبية الكندية (الإنجليزية)
- أندريه دي غراسي على موقع اتحاد ألعاب الكومنولث (مؤرشف) (الإنجليزية)
- أندريه دي غراسي على موقع دورة ألعاب الكومنولث 2014 (مؤرشف) (الإنجليزية)